# Волфганг Хайнрих фон Изенбург-Бюдинген
Волфганг Хайнрих фон Изенбург-Бюдинген (на немски: Wolfgang Heinrich von Isenburg-Büdingen; * 21 октомври 1588 в Офенбах на Майн; † 27 февруари 1638 във Франкфурт на Майн) е граф на Изенбург-Бюдинген-Бирщайн в Офенбах на Майн и в Драйайх (1626).
Той е най-възрастният син на граф Волфганг Ернст I фон Изенбург-Бюдинген в Бирщайн (1560 – 1633) и първата му съпруга Анна фон Глайхен-Ремда (1565 – 1598), дъщеря на граф Йохан IV фон Глайхен-Ремда и Катарина фон Плесе.
Той умира на 27 февруари 1638 г. във Франкфурт и е погребан в Офенбах на Майн.

## Фамилия
Волфганг Хайнрих се жени на 12 ноември 1609 г. в Бюдинген за графиня Мария Магдалена фон Насау-Висбаден (* 11 август 1592 в Идщайн; † 13 януари 1654 в Офенбах), дъщеря на граф Йохан Лудвиг I фон Насау-Висбаден-Идщайн (1567 – 1596 след падане от прозорец) и графиня Мария фон Насау-Диленбург (1568 – 1632). Те имат 13 деца:
- син (*/† 1612)
- Волфганг Ернст II (1617 – 1641)
- Фридрих Лудвиг (1619 – 1620)
- Йохан Лудвиг (1622 – 1685), граф на Изенбург-Бюдинген-Бирщайн-Офенбах, женен I. на 7 октомври 1643 г. в Ханау за графиня Мария Юлиана фон Ханау-Мюнценберг (1617 – 1643), II. на 10 февруари 1646 г. в Диленбург за принцеса Луиза фон Насау-Диленбург (1623 – 1665), III. на 27 януари 1666 г. в Офенбах за Мария Юлиана Билген, фрайфрау фон Айзенберг († 1677)
- Кристиан Мориц (1626 – 1664), женен на 26 февруари 1662 г. за принцеса Магдалена фон Насау-Диленбург (1628 – 1663)
- Волфганг Хайнрих (1628 – 1672)
- Фридрих Адолф (1631 – 1631)
- Карл Лудвиг (1633 – 1663 в Австрия от едра шарка)
- Йохана Елизабет (*/† 1610)
- Анна Мария (1611 – 1611)
- Ернестина (1614 – 1665), омъжена на 1 януари 1648 г. за граф Херман Адолф фон Липе-Детмолд (1616 – 1666)
- Филипина (1618 – 1655), омъжена на 25 февруари 1651 г. в Офенбах за граф Христиан фон Сайн-Витгенщайн-Сайн (1621 – 1675), син на Вилхелм II фон Сайн-Витгенщай
- Мария Елеонора (1632 – 1688)